# Gustav Thalmeier
Gustav Thalmeier (Lebensdaten unbekannt) war ein deutscher Fußballspieler.

## Karriere
Thalmeier gehörte dem SV 1860 München an, für den er von 1930 bis 1932 in den vom Süddeutschen Fußball-Verband organisierten Meisterschaften in der Bezirksliga Bayern Punktspiele bestritt. Als Zweitplatzierter der Gruppe Südbayern 1930/31 nahm er mit der Mannschaft in der Gruppe Südost als eine von zwei Gruppen in der Endrunde um die Süddeutsche Meisterschaft teil und ging aus ihr als Sieger hervor. Nachdem das Entscheidungsspiel um den dritten Teilnehmer für die Endrunde um die Deutsche Meisterschaft gegen den FC Phönix Ludwigshafen im Wiederholungsspiel mit 2:1 gewonnen wurde – die erste Begegnung fand beim 3:3 n. V. keinen Sieger – war er als Teilnehmer der Endrunde qualifiziert. Nach den erfolgreichen Spielen im Achtel-, Viertel- und Halbfinale, in denen er mitwirkte, spielte er auch im Finale, das am 14. Juni 1931 im Müngersdorfer Stadion in Köln jedoch mit 2:3 gegen Hertha BSC verloren wurde, obwohl seine Mannschaft zur Halbzeit mit 2:1 in Führung gegangen war. Sein einziges Tor erzielte er bei seinem Debüt am 17. Mai 1931 beim 4:1-Sieg über den Meidericher SV mit dem Treffer zur 2:1-Führung in der 54. Minute.
Nachdem er mit seiner Mannschaft die Saison 1931/32 in der Gruppe Südbayern erneut als Zweitplatzierter hinter dem FC Bayern München abgeschlossen hatte, belegte er in der Gruppe Süd/Ost als eine von zwei Gruppen in der Endrunde um die Süddeutsche Meisterschaft lediglich den sechsten Platz von acht teilnehmenden Mannschaften.

## Erfolge
- Zweiter der Deutschen Meisterschaft 1931